# Centre culturel de Tijuana
Le centre culturel de Tijuana (en espagnol : centro cultural Tijuana, CECUT) est un centre culturel et musée situé dans la Zona Río de Tijuana, au Mexique. Il comprend notamment un cinéma IMAX.